# Germán Efromovich
Germán Efromovich (La Paz, 28 marzo 1950) è un imprenditore e manager boliviano, con cittadinanza brasiliana, colombiana e polacca; nato in una famiglia di ebrei polacchi, ha fondato nel 2000 il Synergy Group ed è stato Amministratore Delegato di Avianca Holdings dal 2004 al 2019. Il suo patrimonio è stimato in circa un 1 miliardo di dollari.
Accostato nel 2020 come possibile acquirente di Alitalia, nel 2022 ha cofondato la compagnia aerea AeroItalia.

## Biografia
La sua famiglia è originaria della Polonia. Alla ricerca di una nuova casa dopo la seconda guerra mondiale, i suoi genitori lasciarono la Polonia per il Sud America, prima in Bolivia, dove è nato nel 1950, e poi in Cile, dove Germán Efromovich è cresciuto dal 1955 ad Arica e poi dal 1964 a San Paolo, Brasile. Dopo gli studi ha conseguito una laurea in ingegneria meccanica presso l'Università FEI in Brasile. La sua carriera include la vendita di enciclopedie, il doppiaggio di film messicani in portoghese e la proprietà di una scuola a São Bernardo do Campo, dove negli anni '80 ha insegnato a un leader sindacale di nome Luiz Inácio Lula da Silva, che in seguito divenne Presidente del Brasile .

### Synergy Group e Avianca
Il settore petrolifero ha gettato le basi per quello che sarebbe diventato Synergy Group. Per costruire il suo impero petrolifero e aeronautico, Efromovich ha acquistato Avianca, la compagnia aerea di bandiera della Colombia, nel 2004, per 64 milioni di dollari, più l'assunzione di 220 milioni di dollari di debiti e debiti per leasing. Inizialmente eseguendo solo test non distruttivi per la compagnia petrolifera governativa brasiliana, Petrobras, Efromovich sviluppò più affari fino al punto di costruire e affittare piattaforme petrolifere. Le altre sue attività includono centrali elettriche, cantieri navali e prodotti per l'industria medica .
Dopo l'affondamento di una di queste piattaforme petrolifere nell'Atlantico meridionale, al largo delle coste brasiliane, controversie legali con compagnie assicurative e con Petrobras, Germán Efromovich iniziò a investire nell'aviazione. Questo è stato un puro caso, perché un cliente, che non poteva pagare in contanti in un affare, gli ha regalato due dei suoi aerei. Questo fu l'inizio di una compagnia di aerotaxi. I fratelli Efromovich la chiamarono OceanAir e iniziarono a trasportare il personale tra il sito di esplorazione petrolifera di Macaé e Rio de Janeiro. OceanAir, rinominata nel 2010 Avianca Brazil, è stata lanciata nel 1998 e sei anni dopo ha acquistato la Compagnia aerea storica colombiana Avianca di Julio Mario Santo Domingo. Come risultato dei suoi importanti investimenti nello sviluppo economico e sociale della Colombia, Efromovich è stato ufficialmente nominato cittadino colombiano onorario nel 2005 dal governo colombiano.
Ha il controllo o partecipa al proprio gruppo Synergy, con sede a Rio de Janeiro, che nel 1998 offriva servizi di manutenzione per operazioni petrolifere in Brasile. Alla fine del 2004, la società di Efromovich ha acquistato una partecipazione di controllo in Avianca, che all'epoca era sotto la protezione della procedura fallimentare del Capitolo 11. Synergy Group ha successivamente acquisito il resto di Avianca nel 2005.

### Avianca si fonde con TACA
Nel febbraio 2010, Avianca e TACA si sono fuse in AviancaTaca. Il gruppo TACA comprendeva TACA Airlines e la loro partecipazione in Lacsa, Aviateca, Sansa Airlines,  La Costeña, Aeroperlas e Isleña Airlines. Avianca comprende: Avianca, Tampa Cargo e AeroGal dall'Ecuador, di recente costituzione. La combinazione di Avianca e Taca è diventata la seconda compagnia aerea più grande della regione in termini di entrate, dietro al gruppo LATAM Airlines. Tutte queste compagnie aeree sono controllate da Synergy Aerospace Corp. con sede a Bogotà, una sussidiarietà di Synergy Group. Efromovich ha anche azioni di Wayraperú e Avianca Ecuador. 

### I Paradise Papers
Il 5 novembre 2017, i Paradise Papers, una serie di documenti elettronici riservati relativi agli investimenti offshore, hanno rivelato che Efromovich e la controllata di Synergy Group, Avianca Holdings, erano collegate a un conglomerato offshore utilizzato per l'attività di holding aerocommerciale con ramificazioni a Bermuda, Panama e Cipro. Efromovich ha utilizzato un offshore panamense che nascondeva più di 20 aziende situate nei paradisi fiscali.